# Estación El Jagüel

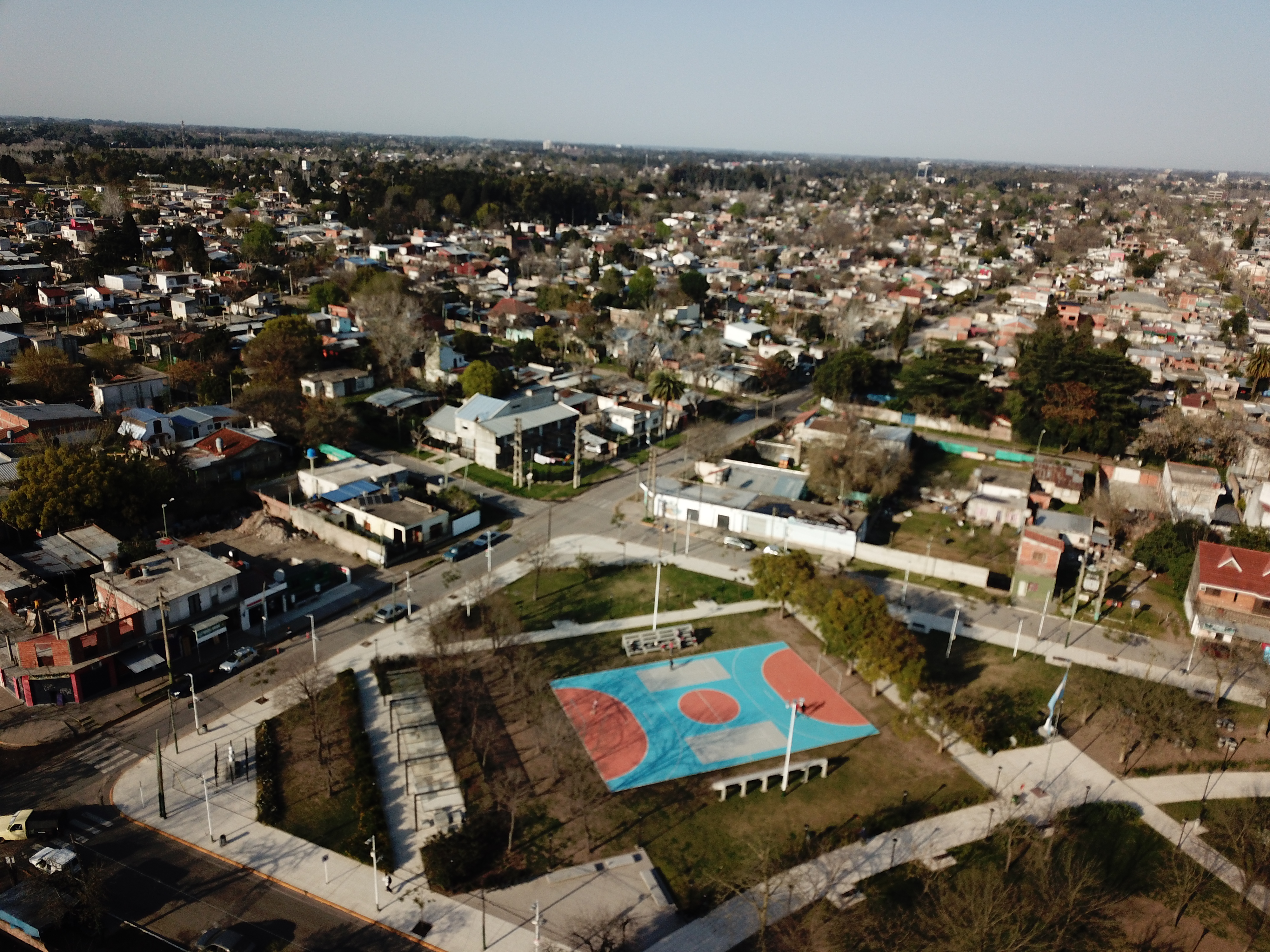
plaza de la Cultura desde drone

El Jagüel es una estación ferroviaria ubicada en la ciudad homónima, en el partido de Esteban Echeverría, Provincia de Buenos Aires, Argentina.

## Servicios
Es un centro de transferencia intermedio del servicio eléctrico metropolitano de la Línea General Roca que se presta entre las estaciones Constitución y Ezeiza.

## Ubicación e infraestructura
Posee dos andenes elevados para el servicio eléctrico.
La estación cuenta con dos boleterías habilitadas, dos sanitarios y un túnel que sirve como comunicación entre andenes y paso peatonal entre la Ruta Provincial 205 (Barrio El Jagüel, en el lado este) y el Barrio Siglo XX, ubicado del lado oeste de las vías ferroviarias.

## Puente peatonal
El intendente de Esteban Echeverría, Fernando Gray, inauguró en mayo de 2012 el puente peatonal sobre la ruta 205. Una obra muy importante para evitar accidentes. 
El puente es de hormigón premoldeado, que por su sistema constructivo es resistente y duradero. Tiene barandas metálicas. Cubre una distancia aproximada de 28 metros desde la estación hasta la colectora, que tiene un semáforo habilitado para el cruce de personas.

## Alrededores de la estación

### Plaza de la Cultura

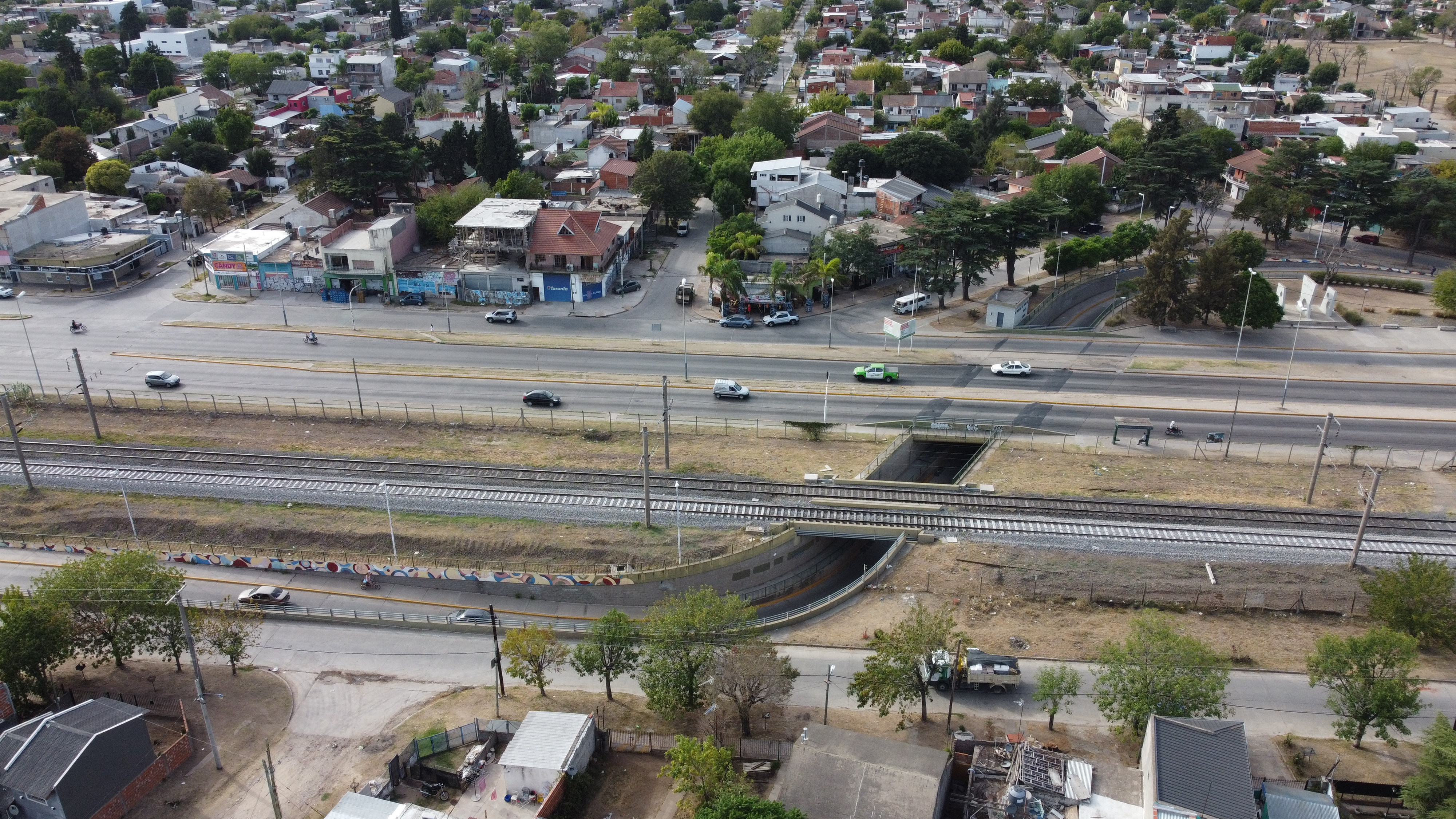
a

A tres cuadras de la estación El Jagüel, en la manzana de las calles Evita, Mitre, Saavedra y El Ceibo, se encuentra la Plaza de la Cultura. Fue puesta en valor con importantes obras durante 2018 y 2019. 
Actualmente, la plaza tiene juegos, caminos y parquizado, en su mayoría, de plantas nativas. También cuenta con un monumento realizado por la escultora local Patricia Simeck, en homenaje a los héroes de Esteban Echeverría caídos en combate durante la Guerra de Malvinas: Isaac Rocha, Guillermo Granados y Alejandro Vargas.
La iluminación del espacio es de luces led con farolas muy pintorescas en su interior y, además, cuenta con un cargador solar para telefonía celular.
La pérgola fue remodelada íntegramente. El espacio cuenta con un playón que también fue remodelado y ahora posee gradas a sus costados.
La plaza tiene una calesita que está ubicada en esquina de Saavedra. Durante la remodelación se instalaron juegos inclusivos y aparatos para realizar ejercicios físicos; también bancos distribuidos en todo el perímetro.

### Paso bajo nivel
En agosto de 2015 se habilitó un paso bajo a nivel en la avenida Cervetti- Ramón Santamarina, lo que abrió una vía de conexión entre las localidades de Monte Grande y El Jagüel que permite circular de manera segura, simple y rápida. Por allí transitan a diario miles de automóviles con destino a otras localidades del municipio de Esteban Echeverría, partidos vecinos, como Ezeiza, y la Ciudad Autónoma de Buenos Aires.
El paso bajo nivel vincula la avenida Cervetti, por el norte, con la calle Ramón Santamarina, por el sur. El cruce es de doble sentido de circulación y de un carril por mano. Tiene 4,10 metros de alto, lo que permite el paso de ómnibus de doble piso, ambulancias y autobombas.
También se construyeron dos puentes vehiculares en paralelo a las vías del ferrocarril. Uno se ubica en el lado Sur, y da continuidad a la circulación vehicular desde la calle Dardo Rocha hacia la Ruta 205. Mientras que el otro puente se encuentra en el Norte y posibilita la circulación del tránsito por la calle Fray Luis Beltrán. De este modo, se facilitó el cruce de un lado a otro del distrito y la circulación dentro del lado norte y del sur.
La obra cuenta con un paso inferior peatonal bajo las vías del Ferrocarril Roca, provisto de escaleras y rampas de accesos en ambos extremos, destinado al tránsito peatonal.
Como complemento, también se construyó un sistema de desagües pluviales: construcción de cisterna y central de bombeo para evitar la acumulación de agua proveniente de lluvias.

## Diagrama
| Plataforma Sur   | |
| Vía 1            | Trenes a Ezeiza provenientes de Constitución (próxima Ezeiza) Trenes directos a Ezeiza provenientes de Constitución (próxima Ezeiza)             |
| Vía 2            | Trenes a Constitución provenientes de Ezeiza (próxima Monte Grande) Trenes directos a Constitución provenientes de Ezeiza (próxima Monte Grande) |
| Plataforma Norte | |